# 周月星
周月星（1963年11月—），湖南人，中国共产党党员，大學學歷，中國人民解放軍少將。
歷仼丹東軍分區司令員，山東省軍區副司令員、参谋长，湖北省軍區司令員、中共湖北省委常委、湖北省人大代表等職。